# 昔班 (畏兀儿)
昔班（?—?），元朝大臣，畏兀儿坤闾城（新疆库尔勒）达鲁花赤阙里别斡赤的儿子。
开始教窝阔台长子合失读书，后任忽必烈藩邸担任必阇赤长。1260年，担任真定路达鲁花赤，入朝为宗正府札鲁忽赤。元世祖讨阿里不哥命他都督粮草援助河西军，听说万户阿失铁木儿附阿里不哥，规劝他率军二万入朝归附，被世祖嘉奖。海都反元，他奉命出使海都处招谕。1276年为中书右丞，尚宗王女不鲁真公主。第二年，再次出使海都，前后两次三年出使，风沙使眼睛失明。七十岁以翰林学士承旨致仕，八十九岁去世。

## 延伸阅读
[在维基数据编辑]
 《元史·卷134》，出自宋濂《元史》
 《新元史/卷136》，出自柯劭忞《新元史》